# Dinh Beiteddine

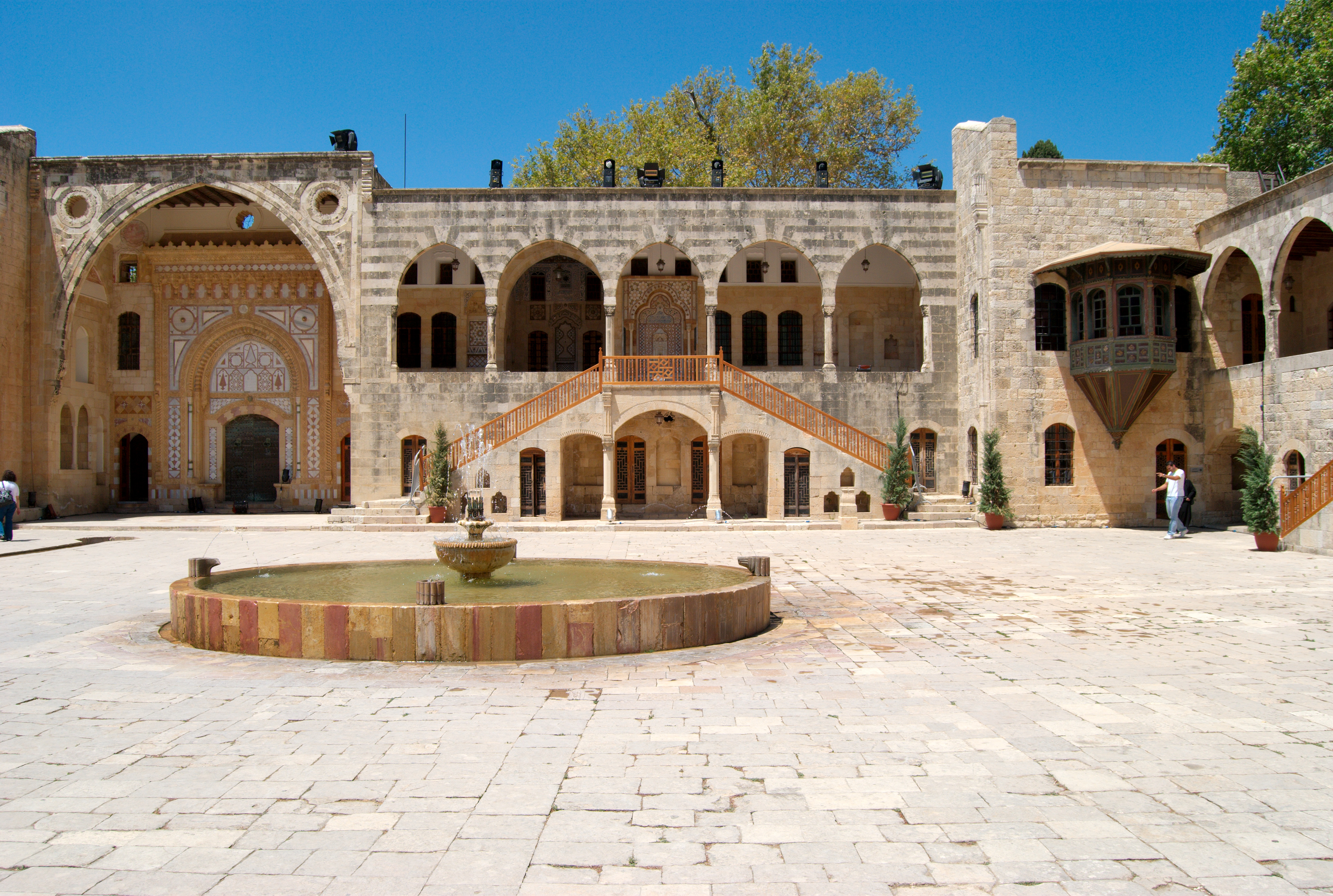
Dinh Beiteddine - sân trong

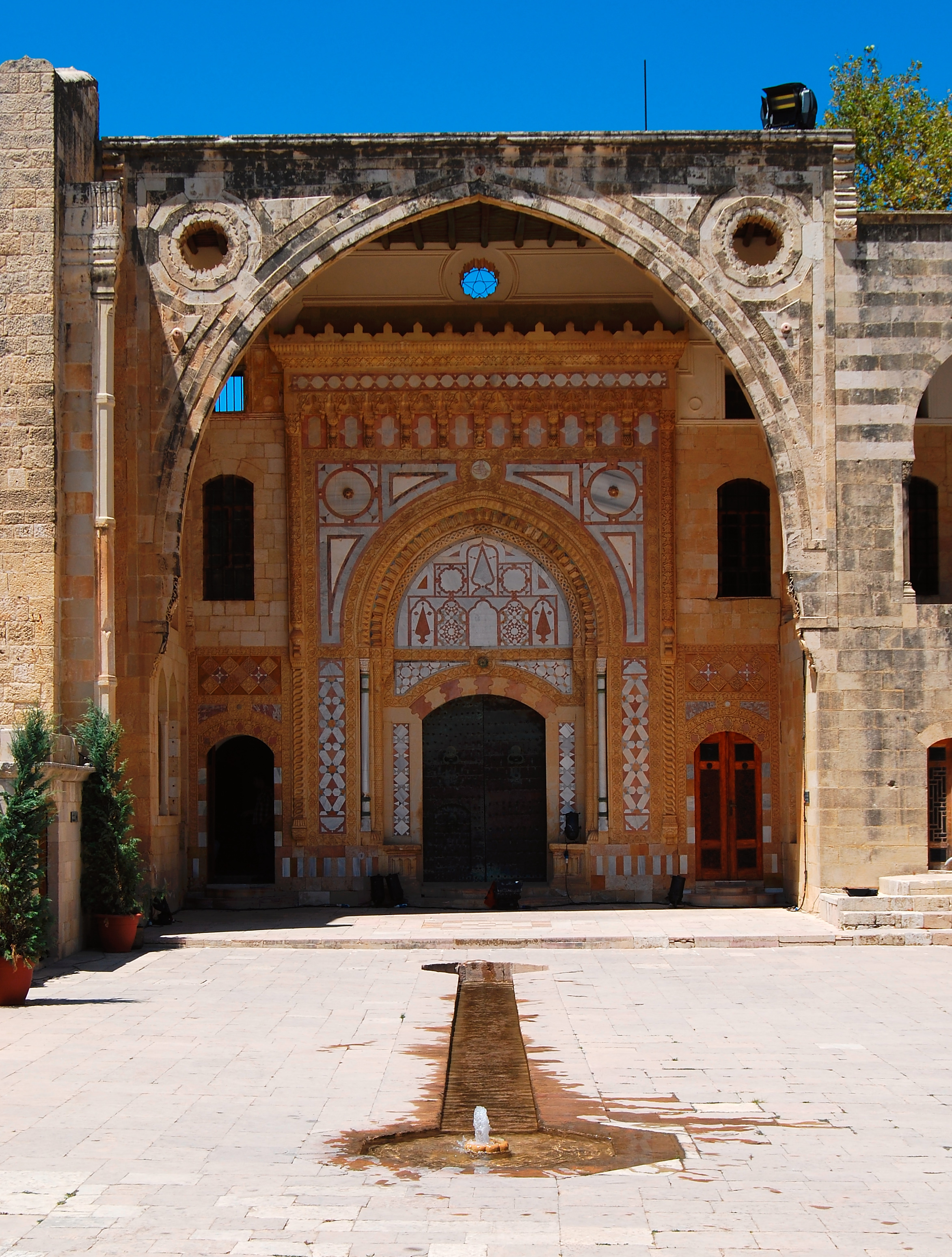
Dinh Beiteddine - sân trong

Dinh Beiteddine (tiếng Ả Rập: قصر بيت الدين) là một cung điện có từ thế kỷ 19 và là một khu nghỉ mát của tổng thống Liban vào mùa hè ở Beiteddine, Liban. Nó là nơi tổ chức lễ hội Beiteddine hàng năm và là nơi đặt bảo tàng Dinh Beiteddine.